# طمارين غرايلز
طمارين غرايلز ؛ طمارين ريو نابو (الاسم العلمي: Saguinus graellsi) هو نوع من طمارين يعيش في شمال غرب الأمازون وفي جنوب شرق كولومبيا وشرق الإكوادور وشمال شرق بيرو. غالبًا ما يتم التعامل معه على أنه نوع فرعي من طمارين ذي الوشاح الأسود، ولكنه يختلف عن هذا النوع في وجود لون بني باهت إلى زيتوني (بدون برتقالي مُحمر) في أسفل الظهر، على الردف والفخذ. وكثيراً ما يقال إن الاثنين متوطنان في كولومبيا (وهي دلالة رئيسية لمعاملته كنوع منفصل عن غيره من القرود) ، على الرغم من أن دقة هذه التقارير مشكوك فيها.

## الوصف
مثل جميع الطمارين، يُعتبر طمارين ريو نابو من الرئيسيات الصغيرة نسبيًا. يصل طول الجسم إلى حوالي 22 سم، والذيل أطول بكثير من الجسم. فرائهم ملون باللون زيتوني على الكتفين والجزء الأمامي من الظهر. الجزء الخلفي من الذيل والرأس أسود اللون، والأذنان كبيرتان وخاليتان من الشعر، ومنطقة الأنف بيضاء اللون. أصابع اليدين والقدمين (باستثناء إصبع القدم الكبير) لها مخالب بدلاً من الأظافر.
يستمر الحمل من 130 إلى 170 يومًا. يبدأ موسم الذروة في شهر يناير، ويكون موسم الذروة الثاني للولادة في شهر يونيو. تحدث الولادات في الليل. تمتلك جميع أنواع طمارين غرايلز توأمًا ثنائي، ويولد الأطفال بجلد قصير جدًا. يزن البالغون من 225 إلى 900 جرام ، ويبلغ طول الرأس والجسم من 175 إلى 310 ملم. طول الذيل 250-440 ملم. تكون ذيولهم التي يمكن شدّها دائمًا أطول من الطول المُجمع لرأسهم وجسمهم ، وأرجلهم أطول من أذرعهم.

## السلوك
مثل جميع الطمارين، يعيشوا على الأشجار ونهاريّ نشاط ، يتنقلون ويقفزون على أربع. يعيشون في مجموعات من اثنين إلى تسعة. يمكن أن تحتوي المجموعات على العديد من الإناث، ولكن فقط هناك واحدة مُهيمنة. يتكون النظام الغذائي لهذه الحيوانات من الفاكهة والمواد النباتية الأخرى وكذلك الحشرات.

## توزيع والسكن
ينتشر طمارين ريو نابو على طول نهر ريو نابو في شمال شرق الإكوادور وشمال بيرو. ومع ذلك، فإن الأبعاد الدقيقة لمنطقة توزيعها غير معروفة، وكذلك ما إذا كانت الأنواع تتواجد أيضًا في المناطق المجاورة لكولومبيا. موطنها الغابات المطيرة، وعادة ما توجد على ارتفاعات من 200 إلى 400 متر.

## حالة الحفظ
تعد منطقة توزيع طمارين ريو نابو من أكثر مناطق حوض الأمازون الغربي تضررًا من إزالة الغابات. يقدر الـ الاتحاد الدولي لحفظ الطبيعة أن إجمالي تعدادهم سينخفض بنسبة 20 إلى 25٪ على مدى الأجيال الثلاثة القادمة (18 عامًا) ويسرد الأنواع على أنها «شبه مُهددة».